# Barnaba da Modena
Barnaba da Modena (* um 1328/1330 in Modena; † nach 1386) war ein italienischer Maler und Vertreter des Trecento.

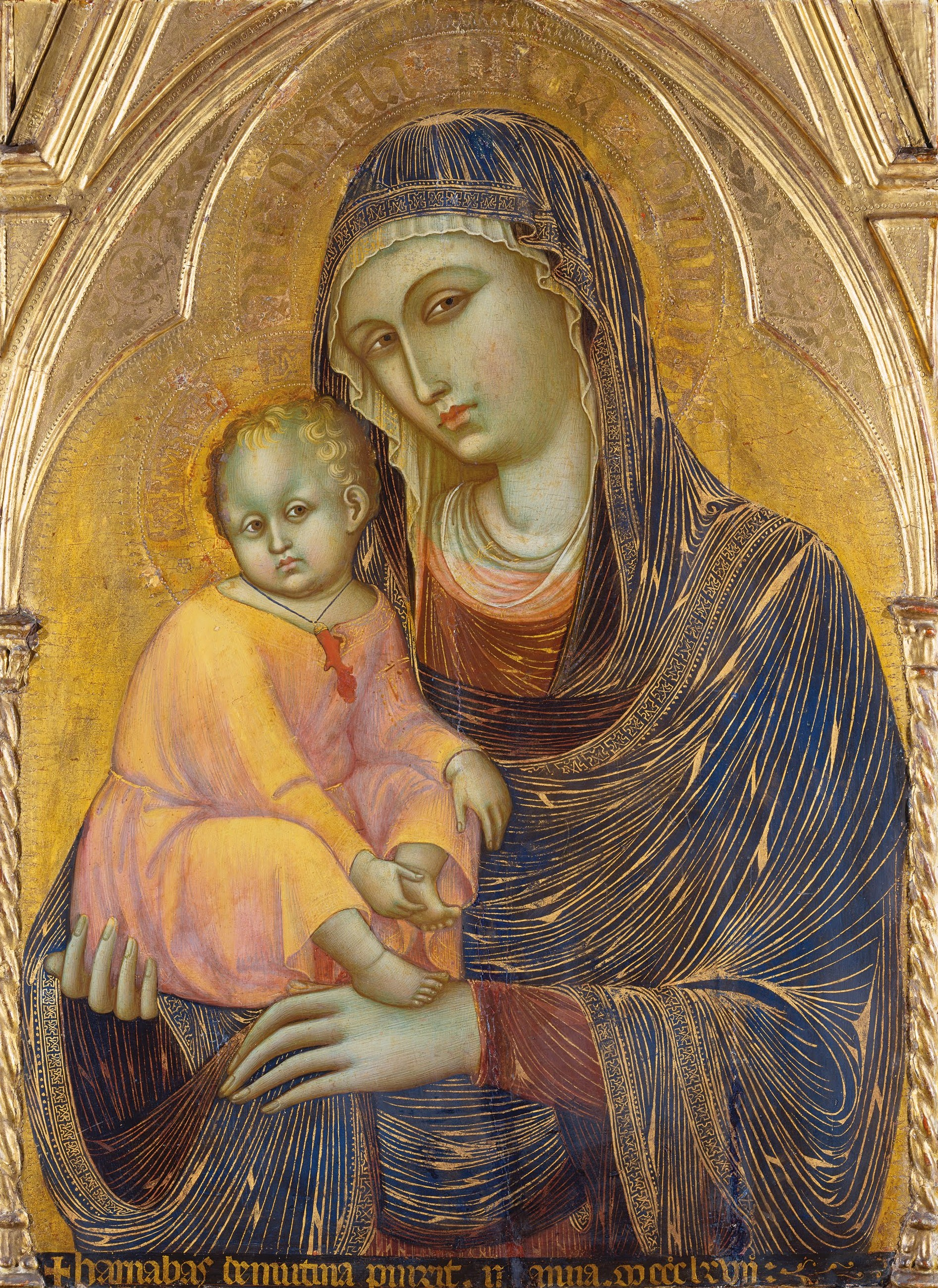
Maria mit Kind

Barnaba da Modena arbeitete vermutlich in Ligurien und Piemont.
Er malte hauptsächlich im venezianisch-byzantinischen Stil, der ihm besonders vertraut war. Seine Madonnenbilder waren von der sienesischen Kunst geprägt.
Er blieb seinem Stil bis zu seinem letzten Werk, dem Fresko Das jüngste Gericht in der Kirche St. Agostino in Genua, welches noch vollkommen byzantinisch geprägt ist, treu. 

## Werkauswahl
- Himmelfahrt Christi, Holz, 49 × 45 cm.
- Krönung Mariä, Dreifaltigkeit, Maria mit dem Kind,
- Kreuzigung Christi, Zwölf Apostel, 1374, Holz, 82 × 61 cm.
- Madonna dei Mercanti, Holz, 81 × 61 cm.
- Maria, 1370, Holz, 101 × 69 cm.
- Maria, Holz, 59×30 cm
- Maria, Holz, 126×23 cm
- Maria mit Engeln, Holz, 101 × 85 cm.

Seine Werke sind unter anderem im Städel in Frankfurt am Main und der Galleria Nazionale delle Marche in Urbino ausgestellt.